# ヘルマン・バレラ
ヘルマン・バレラ・カラビナイテ（Germán Valera Karabinaite、2002年3月16日 - ）は、スペイン・ムルシア州ムルシア出身のサッカー選手。エルチェCF所属。ポジションはFW。

## クラブ経歴
ムルシア州のムルシアに生まれ、2018年にビジャレアルCFのカンテラからアトレティコ・マドリードへ移った。2019-20シーズンから同クラブのBチームに昇格すると、同年8月24日、セグンダ・ディビシオンBのマリノ・デ・ルアンコ戦にてシニアデビューを果たした。10月13日のコルショFC戦ではシニア初ゴールも挙げている。
2020年1月4日、ラ・リーガのレバンテUD戦にて、86分にジョアン・フェリックスとの交代でトップチームデビューを果たした。
2021年2月1日、出場機会を得るため、セグンダに所属していたCDテネリフェへハーフシーズンの契約でレンタル移籍をした。
2021年8月8日、2021-22シーズンは、セグンダ・ディビシオンに昇格したレアル・ソシエダBへレンタル移籍することが発表された
2023年8月8日、レアル・サラゴサへの1シーズンのレンタル移籍が決定した。

## 代表経歴
母親がリトアニア人、父親はスペイン人であるため、両国での代表出場資格を保有しており、ユース世代ではスペイン代表を選択している。